# Giovanni Bramucci
Giovanni Bramucci (né le 15 novembre 1946 à Civitavecchia et mort le 26 septembre 2019 dans la même ville) est un coureur cycliste italien. 
Il a été médaillé de bronze du contre-la-montre par équipes des Jeux olympiques de 1968 et du championnat du monde de cette discipline la même année.

## Palmarès
- 1968
  -  Médaillé de bronze du contre-la-montre par équipes des Jeux olympiques (avec Pierfranco Vianelli, Mauro Simonetti, Vittorio Marcelli)
  -  Médaillé de bronze du championnat du monde du contre-la-montre par équipes
  - 8e de la course en ligne des Jeux olympiques

### Résultats sur les grands tours

#### Tour d'Italie
2 participations
- 1969 : abandon
- 1970 : abandon

#### Tour d'Espagne
- 1970 : abandon